# Dirk Maassen
Pour les articles homonymes, voir Maassen.
Dirk Maassen, né à Rode-le-Duc le 28 février 1970, est un pianiste et compositeur allemand. 

## Biographie
Dirk Maassen grandit à Rode-le-Duc et suit ses études primaires et secondaires jusqu'en 1989 à Strasbourg. À l'âge de 10 ans, il prend des cours de piano-forte et d'orgue. Après le lycée, il intègre l'Université technique de Rhénanie-Westphalie dans la discipline de l'ingiénerie électrique.  En 1980, il s'oriente vers la musique électronique.
Il contribue à composer la musique du court métrage Crossroads (2015) qui est primé au Festival de Cannes 2015. Actuellement Dirk Maassen vit à Ulm.

## Discographie
- 2014 – Anmut
- 2014 – The Sitting Room Piano (Chapter I)
- 2014 – The Sitting Room Piano (Chapter II)
- 2015 – One Night in Cologne
- 2015 – The Sitting Room Piano (Chapter III)
- 2015 – Zenith
- 2016 – The 8 Pianos Project
- 2017: The Wind and The Sand
- 2018: Avalanche
- 2020: Ocean